# Ahnatal
Ahnatal är en kommun i Landkreis Kassel i Regierungsbezirk Kassel i förbundslandet Hessen i Tyskland.
Kommunen bildades 1 augusti genom en sammanslagning av de tidigare kommunerna Heckershausen och Weimar.